# مثلث ليسر
هو مثلث موجود في المثلث تحت الفك. وتكون حدوده عند عصب تحت اللسان، والبطن الأمامي والخلفي للعضلة ذات البطنين. سُمي هذا المثلث على اسم الجراح الألماني؛ لاديسلاوس ليون ليسر، والذي عاش في الفترة من 1846 إلى 1925